# HMAS Hobart (DDG 39)
Pour les autres navires du même nom, voir HMAS Hobart.
Le HMAS Hobart (DDG 39), nommé d'après la ville de Hobart, en Tasmanie, est le navire de tête des destroyers lance-missiles aérien de la classe Hobart utilisés par la marine royale australienne (RAN). 
Ce navire, basé sur la frégate de la classe Álvaro de Bazán conçue par Navantia, est construit au chantier naval d'ASC à Osborne, en Australie-Méridionale, à partir de modules fabriqués par ASC, BAE Systems Australia (Victoria) et Forgacs Group (Nouvelle-Galles du Sud). Le Hobart est commandé en 2007, mais raison d'erreurs de productions et de retards de construction, son achèvement est constamment repoussé. Malgré une mise en service initialement prévue pour décembre 2014, la quille du navire n'est posée qu'en septembre 2012 et son lancement a lieu en mai 2015. Le ministère de la Défense réceptionne la livraison du HMAS Hobart le 16 juin 2017. Le navire est finalement mis en service le 23 septembre 2017.

## Construction
Le navire suit une construction préfabriquée modulaire (de 31 tronçons), chaque tronçon pesant en moyenne 200 tonnes et mesurant 15 x 12 x 9 mètres,. Les neuf tronçons composant la superstructure avant de chaque destroyer, contenant les équipements les plus sensibles ou classifiés, sont fabriqués par le chantier naval d'ASC Pty Ltd à Osborne, en Australie du Sud, où a lieu l'assemblage final de chaque destroyer,. Les 22 autres morceaux des navires sont sous-traités,.

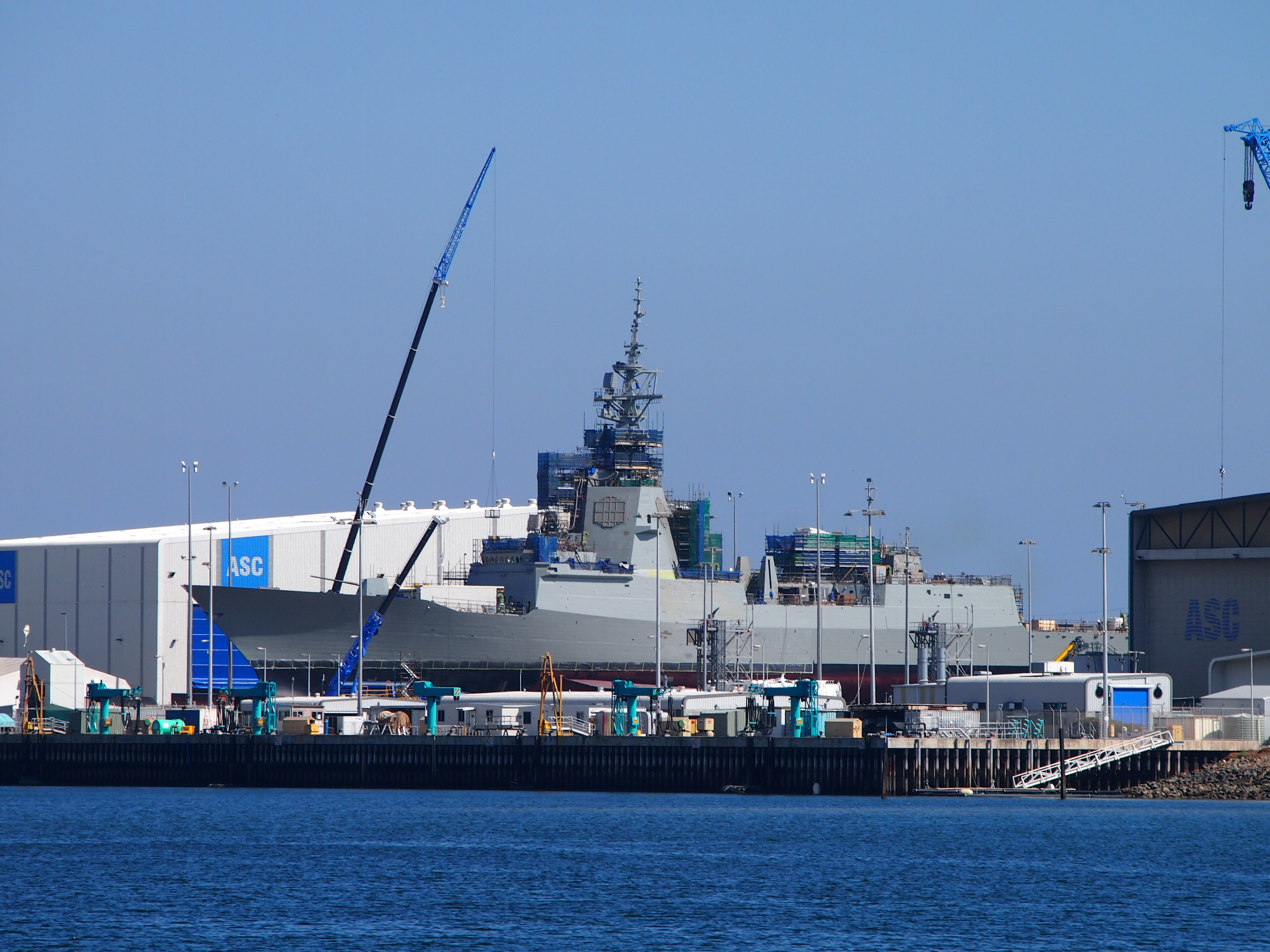
Le Hobart en construction en avril 2015.

En octobre 2010, le bloc de quille central de 20 x 17 mètres du Hobart se révèle déformé et incompatible avec les autres sections de la coque. Des dessins incorrects fournis par le concepteur Navantia ainsi que des erreurs de fabrication dues à une première réalisation de la part du fabricant BAE sont tenus pour responsables, et la reprise du bloc entraîne un retard d’au moins six mois dans la construction. D'autres problèmes majeurs survenus pendant la construction comprenaient la nécessité de remplacer 25 % de la tuyauterie interne du destroyer en raison de défauts de fabrication, ainsi que le rejet initial du bloc du mât principal du navire en raison de défauts dans le câblage et l’équipement du système de combat. Autre problème majeur rencontré lors de la construction du Hobart, 25 % de la tuyauterie interne est remplacée en raison d'un défaut de fabrication et le tronçon comportant de mât principal est signalé non conforme à la suite de dysfonctionnements dans le câblage et l'équipement du système de combat,. 
La quille du Hobart est posée le 6 septembre 2012. Le navire est lancé le 23 mai 2015, avec 76 % de la construction achevée,. La construction du Hobart et de ses navires jumeaux a connu de nombreux retards : une mise en service initialement prévue pour décembre 2014 a été repoussée en septembre 2012 à mars 2016, puis de nouveau en mai 2015 à une livraison en juin 2017,,. En octobre 2015, la construction du Hobart accuse un retard estimé à 30 mois et un dépassement de budget de 870 millions de dollars. Les essais en mer sont achevés en septembre 2016. Le Hobart est remis à la marine en juin 2017 et mis en service le 23 septembre 2017 avec la désignation de destroyer lance-missiles « DDG » et le numéro de coque « 39 »,.

## Historique
Le Hobart effectue un déploiement de cinq mois aux États-Unis fin 2018 afin de tester ses systèmes de combat. Au cours de ce déploiement, le navire effectue une série d'essais intensifs et tire plusieurs missiles,.
Le Hobart mène son premier déploiement opérationnel fin septembre 2019, où il sert de navire amiral à un groupe opérationnel de la RAN en Asie du Nord et du Sud-Est. Le Hobart est l'un des navires australiens ayant participé à l'exercice RIMPAC 2020 à la mi-2020. Cet exercice s'inscrit dans le cadre d'un déploiement plus large des navires en Asie du Sud-Est et dans le Pacifique.
Le Hobart visite la ville dont il porte le nom à l’occasion de la 183e Royal Hobart Regatta (en) en février 2018, marquant la première visite en 18 ans d’un navire portant ce nom. Le navire retourne de nouveau pour la Regatta suivante en 2022. Le 9 mars 2024, l’équipage du Hobart défile lors d’une parade du Droit de Cité à travers le quartier central des affaires de Hobart. Début 2025, il participe à une opération intitulée « LA PEROUSE 25 », un exercice multilatéral biennal de six semaines en Asie du Sud-Est, dirigé par la France, et réunissant plusieurs pays partenaires.

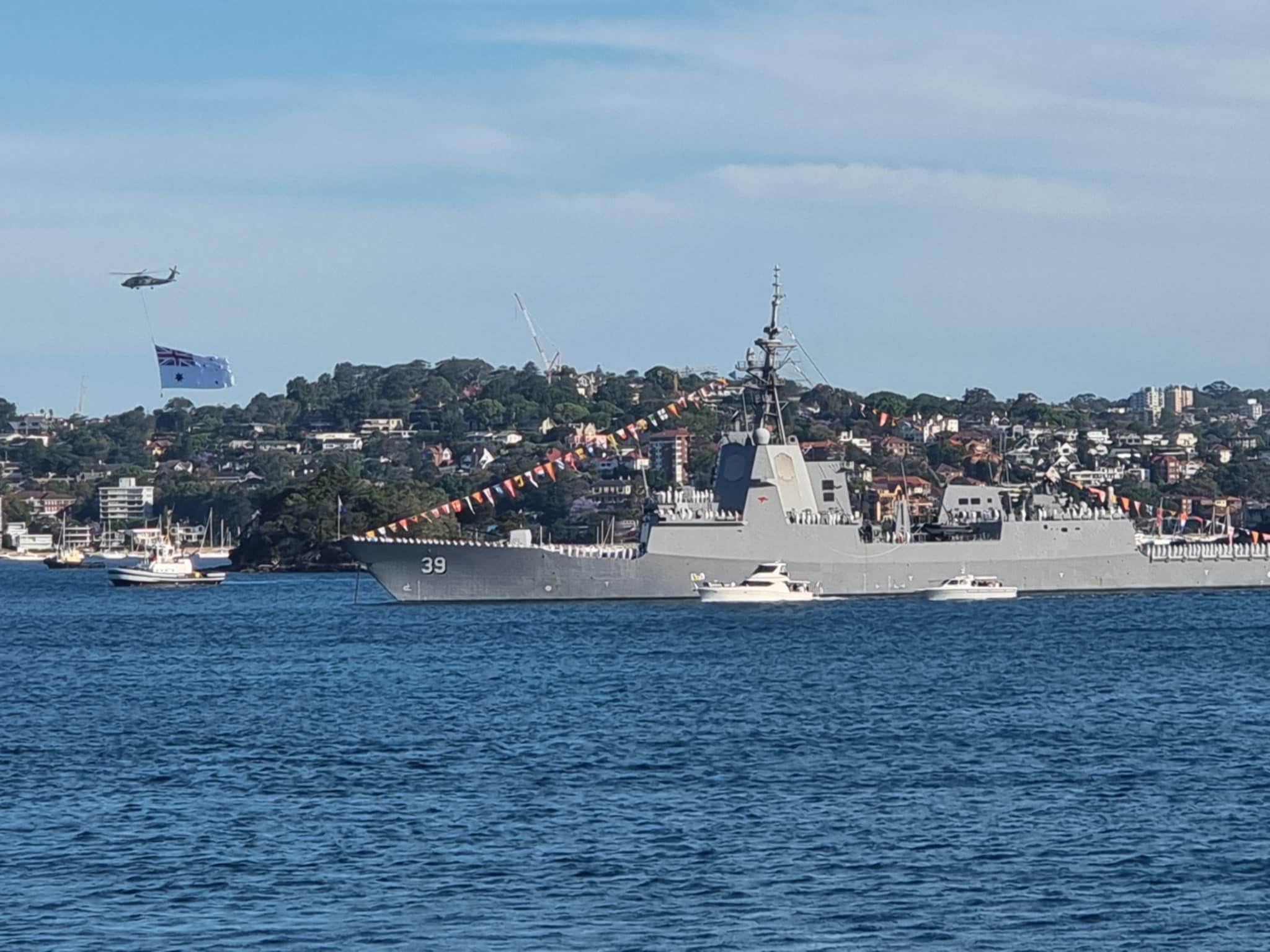
Le MV Admiral Hudson transportant le roi Charles III passe devant le HMAS Hobart lors de la Royal Fleet Review de 2024 dans le port de Sydney.